# Lijst van voetbalinterlands Filipijnen - Myanmar
Deze lijst van voetbalinterlands is een overzicht van alle officiële voetbalwedstrijden tussen de nationale teams van de Filipijnen en Myanmar (voormalig Birma). De landen speelden tot op heden zestien keer tegen elkaar, te beginnen met een vriendschappelijke interland die werd gespeeld op 10 augustus 1971 in Kuala Lumpur (Maleisië). De laatste wedstrijd, een groepswedstrijd tijdens de Zuidoost-Azië Cup 2024, vond plaats in Manilla op 12 december 2024.

## Wedstrijden
| №  | Plaats              | Datum             | Competitie                          | Wedstrijd            | Uitslag |
| -- | ------------------- | ----------------- | ----------------------------------- | -------------------- | ------- |
| 1  | Kuala Lumpur        | 10 augustus 1971  | Vriendschappelijk                   | Filipijnen − Birma   | 0 − 2   |
| 2  | Kuala Lumpur        | 5 augustus 1972   | Vriendschappelijk                   | Filipijnen − Birma   | 1 − 1   |
| 3  | Seoel               | 20 september 1972 | Vriendschappelijk                   | Birma − Filipijnen   | 4 − 0   |
| 4  | Lamphun             | 4 december 1995   | Zuidoost-Aziatische Spelen 1995     | Birma − Filipijnen   | 4 − 1   |
| 5  | Ho Chi Minhstad     | 31 augustus 1998  | Vriendschappelijk                   | Birma − Filipijnen   | 5 − 2   |
| 6  | Bandar Seri Begawan | 1 augustus 1999   | Zuidoost-Aziatische Spelen 1999     | Birma − Filipijnen   | 4 − 1   |
| 7  | Chiang Mai          | 8 november 2000   | Vriendschappelijk                   | Filipijnen − Birma   | 0 − 3   |
| 8  | Jakarta             | 17 december 2002  | Zuidoost-Azië Cup 2002              | Filipijnen − Birma   | 1 − 6   |
| 9  | Shah Alam           | 8 december 2004   | Zuidoost-Azië Cup 2004              | Filipijnen − Birma   | 0 − 1   |
| 10 | Bangkok             | 16 januari 2007   | Zuidoost-Azië Cup 2007              | Birma − Filipijnen   | 0 − 0   |
| 11 | Nam Định            | 8 december 2010   | Zuidoost-Azië Cup 2010              | Myanmar − Filipijnen | 0 − 0   |
| 12 | Yangon              | 21 maart 2011     | AFC Challenge Cup 2012 kwalificatie | Myanmar − Filipijnen | 1 − 1   |
| 13 | Bangkok             | 30 november 2012  | Zuidoost-Azië Cup 2012              | Filipijnen − Myanmar | 2 − 0   |
| 14 | Yangon              | 6 februari 2013   | Vriendschappelijk                   | Myanmar − Filipijnen | 0 − 1   |
| 15 | Manilla             | 6 september 2014  | Vriendschappelijk                   | Filipijnen − Myanmar | 2 − 3   |
| 16 | Singapore           | 18 december 2021  | Zuidoost-Azië Cup 2020              | Myanmar − Filipijnen | 2 − 3   |
| 17 | Manilla             | 12 december 2024  | Zuidoost-Azië Cup 2024              | Filipijnen − Myanmar | 1 − 1   |

## Samenvatting
| Competitie                     | Totaal gespeeld | Winst Filipijnen | Gelijk | Winst Myanmar | Doelsaldo Filipijnen – Myanmar |
| ------------------------------ | --------------- | ---------------- | ------ | ------------- | ------------------------------ |
| AFC Challenge Cup-kwalificatie | 1               | 0                | 1      | 0             | 1 − 1                          |
| Zuidoost-Azië Cup              | 7               | 2                | 3      | 2             | 7 − 10                         |
| Zuidoost-Aziatische Spelen     | 2               | 0                | 0      | 2             | 2 − 8                          |
| Vriendschappelijk              | 7               | 1                | 1      | 5             | 6 – 18                         |
| Totaal                         | 17              | 3                | 5      | 9             | 16 – 37                        |

PFF · 
A-internationals · 
Filipijns vrouwenelftal
Afghanistan ·
Australië ·
Azerbeidzjan ·
Bahrein ·
Bangladesh ·
Bhutan ·
Brunei ·
Cambodja ·
China ·
Estland ·
Fiji ·
Guam ·
Hongkong ·
India ·
Indonesië ·
Irak ·
Iran ·
Israël ·
Japan ·
Jemen ·
Jordanië ·
Kirgizië ·
Koeweit ·
Laos ·
Libanon ·
Macau ·
Malediven ·
Maleisië ·
Mongolië ·
Myanmar ·
Nepal ·
Noord-Korea ·
Oezbekistan ·
Oman ·
Oost-Timor ·
Pakistan ·
Palestina ·
Papoea-Nieuw-Guinea ·
Qatar ·
Singapore ·
Sri Lanka ·
Syrië ·
Tadzjikistan ·
Taiwan ·
Thailand ·
Turkmenistan ·
Verenigde Arabische Emiraten ·
Vietnam ·
Zuid-Korea ·
Zuid-Vietnam
MFF · 
A-internationals · 
Myanmarees vrouwenelftal
1951 – 1959 · 
1960 – 1969 · 
1970 – 1979 · 
1980 – 1989 · 
1990 – 1999 · 
2000 – 2009 · 
2010 – 2019 ·
2020 − 2029
Bahrein ·
Bangladesh ·
Bolivia ·
Brunei ·
Burundi ·
Cambodja ·
China ·
DDR ·
Filipijnen ·
Guam ·
Hongkong ·
India ·
Indonesië ·
Irak ·
Iran ·
Israël ·
Japan ·
Kirgizië ·
Koeweit ·
Laos ·
Lesotho ·
Libanon ·
Libië ·
Luxemburg ·
Macau ·
Malediven ·
Maleisië ·
Marokko ·
Mongolië ·
Nepal ·
Nieuw-Zeeland ·
Noord-Korea ·
Oman ·
Oost-Timor ·
Pakistan ·
Palestina ·
Qatar ·
Singapore ·
Sri Lanka ·
Syrië ·
Tadzjikistan ·
Taiwan ·
Thailand ·
Turkmenistan ·
Verenigde Arabische Emiraten ·
Vietnam ·
Zuid-Korea ·
Zuid-Vietnam